# Rajac (Negotin)
Rajac (kyrillisch Рајац) ist ein Dorf in der Opština Negotin und im Bezirk Bor im Osten Serbiens.

## Lage
Das Dorf liegt an der bulgarischen Grenze, ca. 60 Kilometer von der rumänischen Grenze entfernt.

## Geschichte und Name
Das erste Mal wird Rajac im 15. und 16. Jahrhundert erwähnt. Damals hatte das Dorf 50 Häuser. Bis zum Jahr 1807 wird es auf so gut wie keiner Karte dieser Region erwähnt. Es wird vermutet, dass der Name Rajac von dem regionalen Herrscher Knjas Rajka stammt, der die Einwohner auf den heutigen Platz übersiedelte.
In der Nähe des Dorfes gab es im 16. Jahrhundert die Dörfer Laskovo und Orašac. Im Laufe der Zeit wuchsen diese beiden Dörfer zusammen und bildeten zum Schluss gemeinsam mit dem Dorf Rajac das heutige Dorf.

## Einwohner
Die Volkszählung 2002 (Eigennennung) ergab, dass 436 Menschen im Dorf leben.
Weitere Volkszählungen:
- 1948: 1.447
- 1953: 1.431
- 1961: 1.341
- 1971: 1.055
- 1981: 776
- 1991: 599